# Dr. August Oetker KG
Dr. August Oetker KG of de Oetker-Groep is een van de grootste internationaal actieve Duitse familiebedrijven. Het bedrijf heeft zijn hoofdvestiging in Bielefeld. Tot de Oetker-Groep behoren honderden bedrijven actief in verschillende sectoren. De omzet bedroeg in 2020 meer dan 7 miljard euro en wereldwijd zijn meer dan 36.000 medewerkers werkzaam bij het bedrijf.

## Geschiedenis

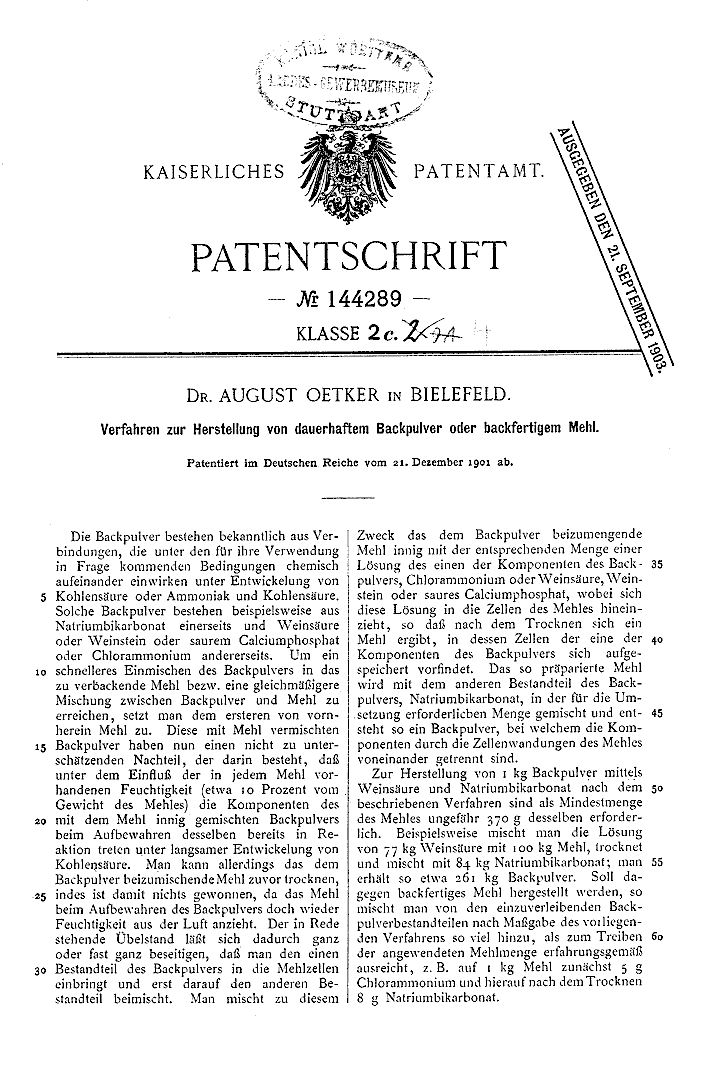
Bakpoeder octrooi

### Beginjaren
In januari 1891 nam August Oetker in Bielefeld een van de vier apotheken in de stad over. Hiervoor was hij in Berlijn actief. In Bielefeld bouwde hij in de oude apotheek een laboratorium. Hij wilde experimenteren en nieuwe ideeën uitwerken. Een van zijn eerste wapenfeiten waren een "gezondheidscacao" en een voetencrème. De omzet steeg mede omdat Oetker zijn kennis deelde met zijn klanten.
In het laboratorium voerde hij experimenten uit om een bakpoeder te produceren. Hij kende het bakproces van zijn vader, die in Obernkirchen bakker was. Het doel was brooddeeg luchtig te maken, zonder de tot dan bekende gist en zuurdesem. In Engeland was men in het midden van de 18e eeuw al bekend met kaliumcarbonaat als toevoeging aan bloem. In Duitsland had de chemicus Justus Liebig al eens in deze richting gezocht, maar de stof was slecht houdbaar. Een van zijn studenten had het idee mee naar Amerika genomen en dit gecombineerd met natriumbicarbonaat en wijnsteenzuur. Hiervan stelde hij een kennis van Oetker op de hoogte. Het was dus niet Oetker die bakpoeder uitvond, maar hij was wel de eerste die het verpakte in een gemakkelijk te hanteren maat. Het zakje van 10 pfennig was exact genoeg voor een pond bloem. De prijs voor deze kleine hoeveelheid was bijna niets. Door zijn titel van Doctor op de verpakking te zetten, kreeg het product een soort kwaliteitsgarantie mee, alsmede een bevestiging van gezonde voeding. De werkelijke uitvinding van Oetker was deze verkoopstrategie.
Daarnaast was kennisoverdracht een belangrijke pijler van het succes. Zo werd een eigen kookboek uitgegeven en stond het bedrijf op beurzen met kookdemonstraties. Oetker was zich zeer bewust van de werking van reclame: "Hoe kan de wereld weten dat je iets goed maakt als je het niet vertelt?" In 1908 werd de eerste reclameafdeling opgestart. Doel was in iedere krant in een dorp met meer dan 3000 inwoners te adverteren.
Toen het idee van geportioneerd bakpoeder een succes werd, opende Oetker in 1900 een fabriek in Bielefeld, de huidige hoofdvestiging van de Oetkergroep. Van hieruit leverde hij in heel Duitsland. Naast bakpoeder werden puddingpoeder, aroma's en smaakversterkers geïntroduceerd.
Oetkers arbeidsmoraal was berucht. Zijn regels hing hij in 1908 in het bedrijf op: 
- werk, werk met al uw kracht
- wees zuinig
- tijd is uw kapitaal, iedere minuut moet u opbrengst brengen

Hij schiep betere arbeidsomstandigheden voor zijn medewerkers en liet in zijn bedrijf een opleidingskeuken inrichten voor zijn vrouwelijke medewerkers om ze op hun trouwen voor te bereiden.
Al na een jaar werd een tweede fabrieksgebouw neergezet. Zijn verkopers wilden vanaf 1907 in iedere winkel vertegenwoordigd zijn. In 1904 stelde August zijn jongere broer Eduard, een natuurwetenschapper, aan als chef van het laboratorium. In 1906 volgde zijn broer Louis, die de buitendienst en reclame op zich nam. In 1913 stierf Eduard op 38-jarige leeftijd aan kanker. Louis had een jaar eerder Bielefeld verlaten om de verantwoordelijkheid voor het bedrijfsonderdeel Resse in Hamelen op zich te nemen.

### Tweede Wereldoorlog en later
In 1936 had de Oetkergroep een aandelenbelang in de rederij Hamburg Süd genomen en in 1955 werden de resterende aandelen opgekocht. Op 1 december 2016 maakte het bedrijf bekend de aandelen in de rederij te verkopen aan Maersk Line. De transactie werd in mei 2017 goedgekeurd.
Na de Tweede Wereldoorlog leidde Rudolf-August Oetker het familiebedrijf. In een paar jaar na de oorlog maakte hij van de levensmiddelenfabriek een wijdverbreid bedrijf dat in bier, pizza’s en champagne handelde. Daarnaast nam Oetker de champagnekelder Henkell & Co., Söhnlein en Deinard, distilleerderij Wodka Gorbatschow en verschillende brouwerijen over. Hij kocht banken, luxehotels in Parijs en aan de Côte d'Azur. Hij overleed op 16 januari 2007 op 90-jarige leeftijd.

### Opsplitsing
Zijn acht kinderen uit drie huwelijken erfden allemaal een-achtste deel van de aandelen in het bedrijf. Er was binnen de familie veel onenigheid over de te volgen koers. In 2021 besloot de familie het bedrijf te splitsen en op 2 november was de splitsing een feit. Een deel van de familie kreeg Henkell Freixenet, de bakkersproducten van Martin Braun, de chemiefabriek, enkele hotels en de kunstcollectie. Dit deel valt sindsdien onder Geschwister Oetker Beteiligungen KG en behaalt een omzet van zo'n 2,5 miljard euro. De overige familieleden kregen de levensmiddelen en bieractiviteiten en mogen de merknaam Dr. Oetker blijven gebruiken.

## Activiteiten
de Oetkergroep behaalde in 2020 een totale omzet van zo'n 7,3 miljard euro en wereldwijd telt de groep meer dan 36.000 medewerkers. Bijna de helft van de omzet wordt in Duitsland gerealiseerd.
De Oetkergroep bestaat uit vijf onderdelen met een tal aan bedrijven. 
- Voedingsmiddelen, waaronder: Dr Oetker en Coppenrath & Wiese.[4] Dit is veruit de belangrijkste activiteit met een omzet van meer dan 4 miljard euro en ruim 20.000 medewerkers.[1]
- Bier en alcoholvrije dranken, waaronder: Radeberger Gruppe, het grootste brouwconglomeraat van Duitsland met o.a. Jever
- Sekt, wijn en gedestilleerd, waaronder: Henkell & Co.
- Bank, waaronder: Bankhaus Lampe
- Overige activiteiten, waaronder: Oetker Hotel Collection, met een aantal luxe hotels.

In 2020 werd de Duitse drankbezorger Flaschenpost overgenomen voor 1 miljard euro. Oetker had al Durstexpress opgericht maar deze bleef achter op de concurrent. Flaschenpost is in 2012 opgericht en is snel gegroeid tijdens de coronapandemie. Naast drank levert Flaschenpost ook onder andere soep, pasta, schoonmaakmiddelen en mondkapjes en telt 7000 medewerkers.